# Jakub Floryszczak
Jakub Floryszczak (ur. 27 kwietnia 1885 w Nowym Gołębinie, zm. 21 lipca 1983 w Poznaniu) – polski wojskowy, saper, kawaler Orderu Virtuti Militari.

## Życiorys
Pochodził z wielodzietnej rodziny rolniczej. Był synem Franciszka i Marii z domu Matuszczak. W 1905 ukończył szkołę podstawową (kilka klas) i wyjechał z rodziną do Westfalii (Oberhausen). Pracował tam w kopalni Hochrnich w pobliżu Duisburga. Wstąpił do partii socjaldemokratycznej. W 1914 został powołany do wojska niemieckiego i służył w 6. kompanii IX Zapasowego Batalionu Saperów. W 1916 został ranny na froncie zachodnim. Po wyleczeniu skierowano go do pracy w kopalni Alten Essen, gdzie powiązał się z tajną organizacją wojskową i na jej polecenie w styczniu 1919 przybył do Poznania i wziął udział w walkach powstania wielkopolskiego (I Batalion Saperów Wielkopolskich). Brał udział m.in. w walkach pod Zbąszyniem, a później w bitwie pod Rynarzewem, gdzie m.in. zaminował przepust pod linią kolejową, a potem, 18 lutego 1919, został ciężko ranny w nogę pociskiem rozrywającym. Za udział w powstaniu odznaczono go Krzyżem Srebrnym Orderu Wojskowego Virtuti Militari. Dwa lata spędził w szpitalu, gdzie ostatecznie amputowano mu prawą nogę. Otrzymał rentę dla inwalidów (64% uszczerbku na zdrowiu) i zatrudnił się w Dyrekcji Kolei w Poznaniu (z wojska zwolniony został w 1921 jako starszy saper). 
Działał w Związku Polskiej Myśli Wolnej. W 1936 oskarżono go o znieważenie papieża Piusa XI jako głowy państwa watykańskiego podczas głoszenia referatu O papiestwie w Środzie Wielkopolskiej. Oskarżono go, że podczas odczytu powiedział: „Papież nie może rzucać klątw, bo by się ośmieszył, ponieważ żąda pieniędzy na świętopietrze, chóry śpiewane, złote trony. Królestwo papieskie jest najbogatszym na świecie, gdy naród ginie z głodu”. Według relacji „Wolnomyśliciela Polskiego” (nr 20 z 1936) „rozprawa odbyła się przy tak wypełnionej sali, że tłumy ludzi nie mogąc dostać się na salę, zapełniły korytarze i ulicę przed sądem”.
25 maja 1936, podczas rozprawy przed sądem okręgowym w Poznaniu, adwokat Floryszczaka, Kazimierz Nowosielski zażądał przesłuchania jako świadków Benito Mussoliniego, Anthony Edena, prymasa Augusta Hlonda, profesora Henryka Ułaszyna, jak również zasięgnięcia opinii „w sekretariacie Ligi Narodów, na okoliczność, czy papież jest głową państwa, czy nią nie jest”. Ostatecznie sąd nie dopatrzył się „cech przestępczych” w zdaniu stanowiącym podstawę aktu oskarżenia, natomiast ukarał Floryszczaka za określenie papieża jako „żebraka w tiarze”. Za czyn ten został skazany na karę sześciu (lub trzech) miesięcy aresztu z zawieszeniem na trzy lata. Skazany odwołał się od wyroku, a proces odbył się przed poznańskim Sądem Apelacyjnym 17 lutego 1937 z udziałem profesora Ułaszyna. Sąd uchylił wyrok niższej instancji i uniewinnił Floryszczaka, a kosztami sprawy obciążył skarb państwa. Sąd stwierdził, że oskarżony mógł nie wiedzieć o powstaniu państwa watykańskiego, a poza tym „w określeniu »żebrak w tiarze« trudno dopatrzyć się obrazy”.
Po zakończeniu II wojny światowej nadal pracował w Zachodniej DOKP. 31 stycznia 1972, za udział w powstaniu wielkopolskim, awansowano go na podporucznika.
Został pochowany na cmentarzu junikowskim.

## Rodzina
Jego żoną była Maria z domu Kucznerowicz. Miał z nią córkę Marię (1923–2003).

## Odznaczenia
Odznaczono go m.in.:
- Krzyżem Srebrnym Orderu Wojskowego Virtuti Militari (nr 5530),
- Krzyżem Walecznych,
- Medalem Pamiątkowym za Wojnę 1918-1921,
- Wielkopolskim Krzyżem Powstańczym,
- Krzyżem Kawalerskim Orderu Odrodzenia Polski,
- Medalem za Długoletnie Pożycie Małżeńskie[1].